# Історія Білокуракинщини
Історія Білокуракинщини — історія слобідських українських земель у різні часи навколо сучасного смт Білокуракиного і у межах Білокуракинського району України.

## Прадавні часи
Заселення сучасної території Білокуракинського району розпочалося близько 40 тисяч років тому, під час палеоліту. Палеолитична стоянка знайдена поблизу селища Лозно-Олександрівка. На території району знаходиться значна кількість поховань ранньої залізної доби — скіфів, сарматів.

## Козацьке заселення
Помірно теплий клімат, наявність річок, багатий рослинний і тваринний світи, невеликі поклади корисних копалин, близькість до шляхів постійних торговельних сполучень з давніх часів привертали увагу людей на історичні простори Дикого поля. Історичний розвиток Білокуракинського краю визначався його географічним розташуванням. Тут проходив славнозвісний Кальміуський (Валуйський) шлях, яким татари робили набіги до Центральної Росії, тому й заселятись він почав пізніше ніж краї на схід від Айдару та на захід від Борової, починаючи з XVIII століття.
Перші поселенці на землях Острогозького козачого полку вздовж Валуйського шляху вели своє господарство примітивно: перелогова система землеробства, скотарство та птахівництво, дрібний промисел з виготовлення бочок, свічок, мила. Жінки в ткали полотно та сукно. Через систематичне недоїдання, непосильну працю люди не доживали до середнього віку. Часто спалахували епідемії холери, цинги, віспи, забираючи велику кількість людей на той світ. Перші поселенці на берегах річки Білої дали назву своїй слободі Відрадне.

## Закріпачення

Конверт України, присвячений 300-річчю селища Білокуракине

Перші офіційні повідомлення про Білокуракинський край подаються під 1750 роком «Белокуракино при реке Белой Старобельского уезда». В архівах князів Куракіних находимо згадку про те, що 1700 року Петро І, повертаючись з другого Азовського походу в супроводі свого свояка, князя Бориса Івановича Куракіна, зупинився у мальовничій місцевості, що розкинулася уздовж річки з крейдяним дном. Красива місцевість сподобалася Куракіну, і Петро І віддав її князю, надавши право останньому визначити межі володіння. У цьому ж році Куракин заснував слободу Біла Куракіна, яке дістало назву від назви річки і прізвища князя. У слободі була зведена дерев'яна церква на честь Апостолів Петра і Павла.
Заселявся цей край поступово. Олександр Куракін (1697—1749) займався освоєнням цих земель в 1730-1760-х роках, розводив на цих землях овець та велику рогату худобу, давав притулок кріпакам-утікачам з України та Росії. Дарована князю Куракіну земля за документами належала поміщиці Тарабановій і поміщіку Тев'яшеву. З останнім 1745 року князь уклав угоду на викуп 800 чвертей землі, а маєтком Тарабанової за 7 верст на північ від Куракової, Тарабанівкою заволодів силою. Частина мешканців «черкаського поселення» Тарабанівка виїхала до Воронезької губернії, а слобода згодом отримала нову назву — Павлівка. До Тарабанівки з Куракіної була перенесена церква Апостолів Петра і Павла. У цей час також розвивається слобода Танюшівка, названа на честь доньки Бориса Івановича, Тетяни Борисівни, другої дружини фельдмаршала князя М. М. Голіцина, що служила обер-гофмейстеринею при Єлізаветі Петрівні, 1746 року тут було зведено перший дерев'яний храм. 1758 року на місці спустошеного чумою села на березі Лозної Куракін засновує слободу Олександрівку, зводить перший храм.

Дослідник історії Слобожанщини Дмитро Багалій пище: 
|  | У панських слободах піддані мали доволі землі. Мешканці слобод жили не дуже заможно, а хуторяни навпаки — багато. Заможніші з них утримували від 15 до 25 волів, по 10 корів, по 200 овець. |

Полюбляв князь приїздити до свого маєтку погуляти, розважитись, влаштувати гульбище з місцевою молоддю. Наслідки таких гульбищ молоді дівчата залишали в Дітичиному яру поблизу слободи, звідки й походить його назва. Легенду про Дітичин яр увічнив український письменник Гнат Хоткевич. Залишив собі старий князь тільки право влаштовувати оргії. Раз або два на рік з'являвся він на берегах річки Білої. А після того гіркими сльозами зустрічали матері народження дітей — спадкоємців цих панських забав. Смертність немовлят була високою. Незаконорождених нащадків князя ховали в особливому місці й назвали його Дітичиним яром. Навесні там завжди утворювалась невеличка водойма, в якій і топили немовлят. І досі місцеві жителі можуть показати цей трагічний злам місцевості, що знаходиться за 4 км на північний схід від селища Білокуракине. Зараз на цьому місці знаходиться штучна водойма, яку в народі називають «Дитячний ставок».
З 1765 року землі навколо Білокуракиного в складі Валуйського повіту Воронезької губернії, на відміну від навколишніх земель козацьких полків, що перебували в складі Слобідсько-Української губернії. У наступних 1766-1768 роках відбувається закріпачення вільних селян в слободах Микитівка, Біла Куракіна, Олександрівка, Танюшівка та навколо них. 1766 року селени через Я. Лобаченко і К. Ломовченко подали скаргу на князя і прохали передати їх до казенного відомства, бо Куракін накладає на них «тяжкі роботи і нестерпні побори». Скаргу селян не прийняли до уваги, а подавачів за постановою Слобідсько-Української губернської канцелярії покарали батогами.
25 вересня 1779 року, в результаті губернської реформи Катерини II, утворене Воронезьке намісництво, Білокуракине увійшло разом з Куп'янським і Сватолуцким комісарствами до складу Валуйського повіту. На цей час відомі такі поселення Білокуракинщини в складі Валуйського повіту, що були населені українцями:
- слобода Білокуракина з хуторами: Олександрівський, Гриценків, Заїкин, Луб'янський, Бунчужний, Киселів, Лаврів, Щолкунов, Лизин, Бедін, Єремишин, Цілуйків, Паньків, Рудов, Курочкин, Хоменків на Білій, Хоменків на Козинці, Заводянський, Морозів, Павлівка, Стативкин.
- слобода Танюшівка з хуторами: Ширшов, Лознянський, Путнєцов, Майоров, Пластунов, Лазарев, Липовий, Поповичів, Хомутів.
- слобода Олександрівка з хуторами: Євтухов, Воєводський, Лівенцев, Калюжний, Гладків, Концурів, Головків, Савочнин, Полтавський, Суддів[7].

1796 року Воронезьке намісництво скасоване, відновлена Воронезька губернія. Білокуракине увійшло до складу відновленої Слобідсько-Української губернії (1835 року перейменована на Харківську), підпорядковується Біловодському повітові. Наприкінці XVIII століття в слободі діяв млин на річці Біла, стояла дерев'яна господська хата, 300 дворів селян, відбувалось 3 ярмарки на рік, на свято Архистратига Михайла скуповувати місцеву худобу приїздили з Калуги, Тули, Єльця.
Наприкінці XVIII століття кріпаки платили князеві 3 карбованця 80 копійок з хати, що виходило на круг 4 тис. на рік. Після заміни подушним податком загальна сума зросла до 6 тис. карбованців. 1804 року, за 50 років до скасування кріпацтва в 1861 році, кріпаки Білокуракинської волості викупились з неволі у князя Олександра Куракіна разом із 60 тисячами десятин землі за 1 млн 100 тис. карбованців. З боку князя цей крок був вимушений. Через розгульне життя він занедбав свої землі і не пропустив нагоди якнайбільше здерти з селян, виїжджаючи послом до Франції. За князівську «милість» білокуракинці вносили плату протягом 25 років з 1805 по 1830 рік. На той момент вільні хлібороби колишніх куракинських вотчин вважалися найбільш заможними та освіченими у Харківській губернії. На початку ХХ століття нужда багатьох мешканців регіону, скрута, бідність та безземелля змушували шукати заробітків на підприємствах Донбасу, а також на Донщині та Воронежчині.
У пореформений час відбувається інтенсивне дроблення селянських господарств, з 1863 по 1885 рік населення Білокуракиного збільшилося на 21 % і становило 5430 жителів, число дворів зросла на 38 %- 834. Великої шкоди селянам наносив падіж худоби внаслідок різних захворювань і відсутності ветеринарної допомоги, під час чумної епізоотії 1871—1872 років на кожних два селянських двори залишилося по одному коню.

## Радянська доба
Під час колективізації на середину 1931 року колективізовано було до 85 % селянських господарств. Забезпеченість колгоспів продуктами була недостатньою, 10 % колгоспників Білокуракиного зовсім не мали хліба. До колгоспів усіх незгодних залучали силою, у разі відмови записували в куркулі і розкуркулювали — відбирали майно, вивозили всією родиною на ярок, деяких відправляли на заслання. Виконуючи планове завдання з відсотка розкуркулених, розкуркулювали і середняків, і бідняків. Розкуркулені без засобів виробництва, без права відвідувати село без перепустки від коменданта існували за рахунок жебрацтва, виїздили на Донбас. Така політика призвела до напруженого положення, зростання випадків бандитизму, нічного патрулювання вулиць міліцією.

### Голодомор
За 8 місяців Голодомору 1932—1933 років було знищено 20 % населення району. У доповідній записці Новопсковського райкому партії Донецькому обкому КП(б)У від березня 1933 року встановлені факти голодування, опухання і смертності від голоду в: Шапарску, Лизиному, Цілуйковому, Луб'янці, Булавинівці, Заводянці, Ріб'янцеві, Коноплянівці, Паньківкі, 2-й Білокуракине, Заїківці, Писарівці, Курячівці — в одних селах в менших розмірах, в інших у великих. Голодомором найбільш вражені були села: Заїківка, загинуло 298 осіб; Павлівка — 295 осіб; Бунчуківка — 285 осіб; Дем'янівка — 273 особи, Лозно-Олександрівка — 250 осіб.
Урожайність хліба в 1932 році по району була в середньому такою ж як і в 1931 році — 5-7 цнт/га. Хліб в колгоспах був, але недоступний — отримували його в мінімальній кількості лише працівники колгоспів. Тих же, хто намагався вкрасти з колгоспних запасів зерно, — судили, відправляли на заслання. Сільради створили «комсомольські активи», перед якими поставили завдання знаходити «надлишки» хліба. Будинки селян ретельно обшукувалися, ламали стіни, довбали землю в підлозі.
На другому відділенні Білокуракиного померло за січень, лютий і першу половину березня 1933 року 94 особи. Голодні колгоспники і одноосібники вживали в їжу полеглих коней, кішок, собак, стару шкіру, траплялись випадки канібалізму. Курячівка за період голодомору втратила 246 осіб, Лизине — 118 осіб, Цілуйкове — 87 осіб, Паньківка — 158 осіб, Грицаївка — 227 осіб, Коноплянівка — 209 осіб, Гладкове — 126 осіб, Заводянка — 24 особи, Калинова Балка — 124 особи, Лозне — 70 осіб, Луб'янка — 98 осіб, Нещеретове — 83 особи, Нянчине — 54 особи, Олександропіль — 26 осіб, Олексіївка — 137 осіб, Петрівка — 120 осіб, Плахо-Петрівка — 126 осіб, Романівка — 155 осіб, Рудове — 95 осіб, Шапарівка — 50 осіб, Шарівка — 178 осіб, Світленьке — 126 осіб. Вмирали не тільки від голоду, але й від вживання в їжу різних сурогатів, відходів, від хвороб через знижений недоїданням імунітет. Вмирали здебільшого «старики 50 років і старші, діти, меншою мірою підлітки і середніх років». Вмирали цілими родинами. Тіла померлих лежали на вулицях, під парканами. Їх збирали, вивозили і ховали у братських могилах по 20-30 тіл.
Велике значення для розвитку регіону мало закінчення будівництва в 1937 році залізничної магістралі Москва — Донбас, яка проходила через Білокуракине. Встановлення залізничного сполучення сприяло розвитку економіки села. У 1939 році на станції Білокуракине закінчено будівництво хлібоприймального пункту.

### Німецько-радянська війна
У ніч 7 липня 1942 року командувач Південно-Західним фронтом наказав почати відведення військ 38-ї армії Червоної армії на тиловий оборонний рубіж фронту Нагольна — Ровеньки — Курячівка — Білокуракине, бо німецькі війська групи армій «Південь» почали масований наступ під час операції «Клаузевіц». Рубіж був зайнятий батальйонами 118 укріпленого району; дивізіям 38-й армії належало ущільнити їх оборону. Через форсований наступ німецьких сил з півночі над 300, 162, 242-ю стрілецькими дивізіями і частинами 118-го укріпленого району нависла загроза оточення — їх позиції були звернені на захід. Відведення військ почалося 9 липня о 20 годині 9 липня. Того ж дня німецько-італійські війська зайняли Білокуракине. 7 місяців тривала окупація. Під час окупації молодь вивозили на роботу до Третього Рейху.
Під час Острогозько-Розсошанської наступальної операції частинам Південно-Західного фронту Червоної армії була поставлена задача вийти 18 січня 1943 року на лінію Шахове — Нагольна — Дем'янівка — Грицаївка — Гайдуківка. Внаслідок затримки із зосередженням військ Воронезького фронту, відставанням обозів з боєприпасами і паливом початок наступу з'єднань 6-ї армії Південно-Західного фронту було перенесено на 14 січня. Темп наступу був не високим: супротивник чинив запеклий опір, у стрілецьких частинах недостатньо була організована розвідка і охорона, періодично був відсутній зв'язок з сусідніми підрозділами, артилерія відставала від бойових порядків піхоти, танкові частини втрачали безпосередній зв'язок з піхотою.

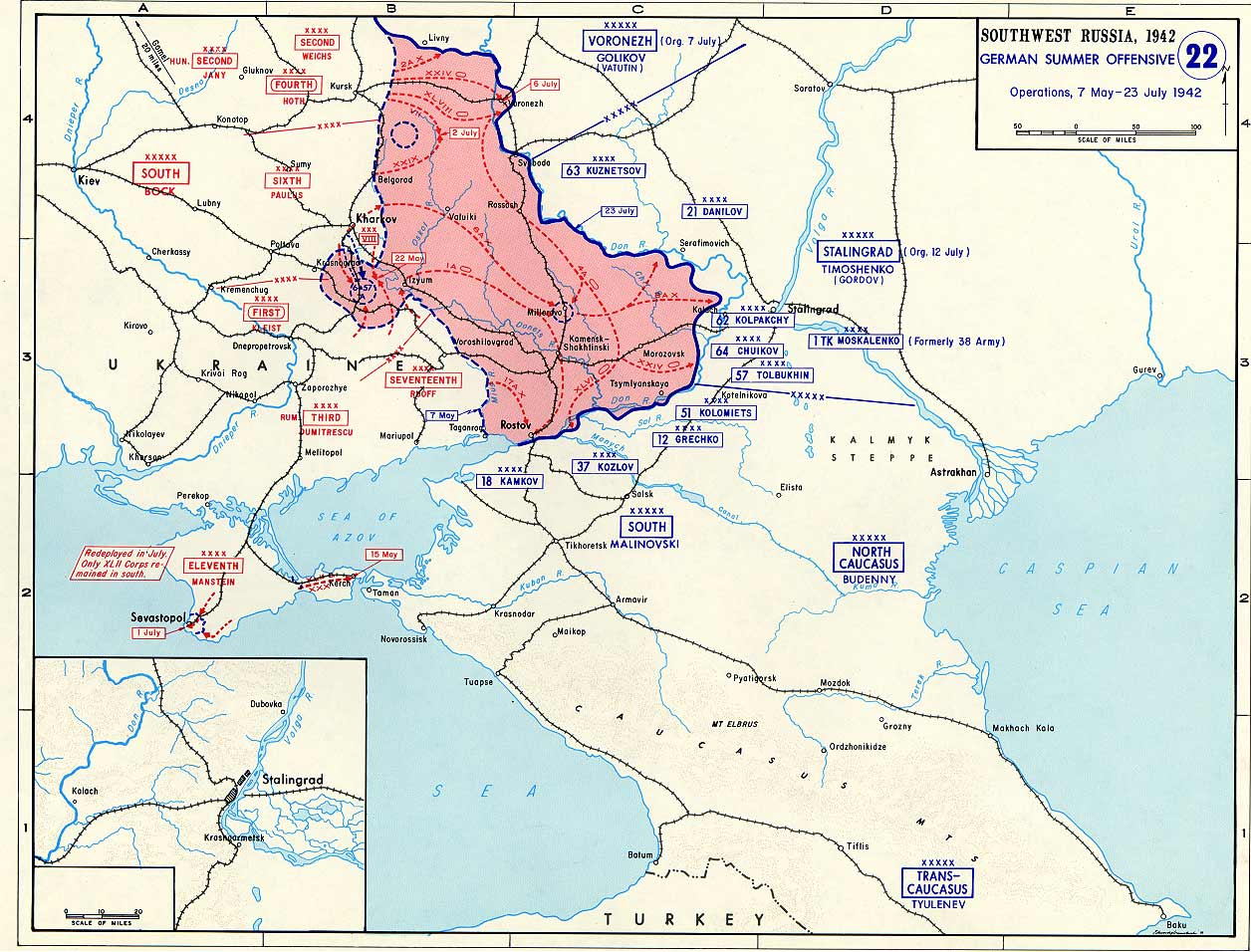
Карта-схема німецького наступу 1942 року (англ.)
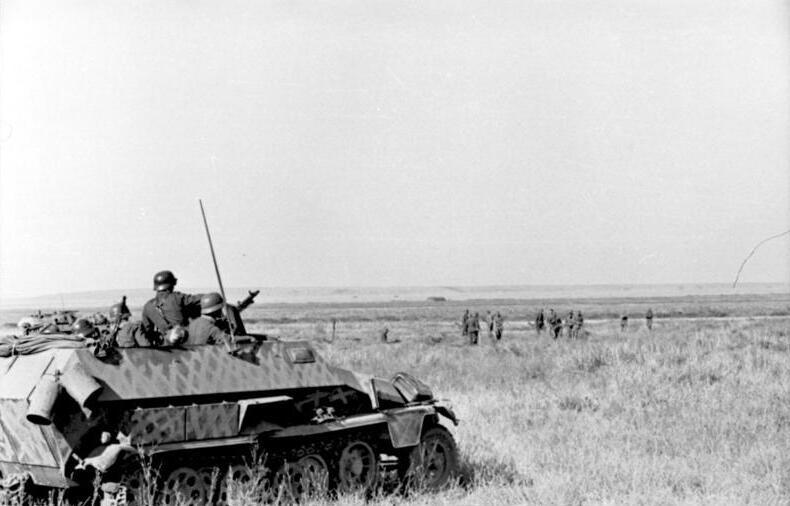
Німецький наступ, 1942 рік
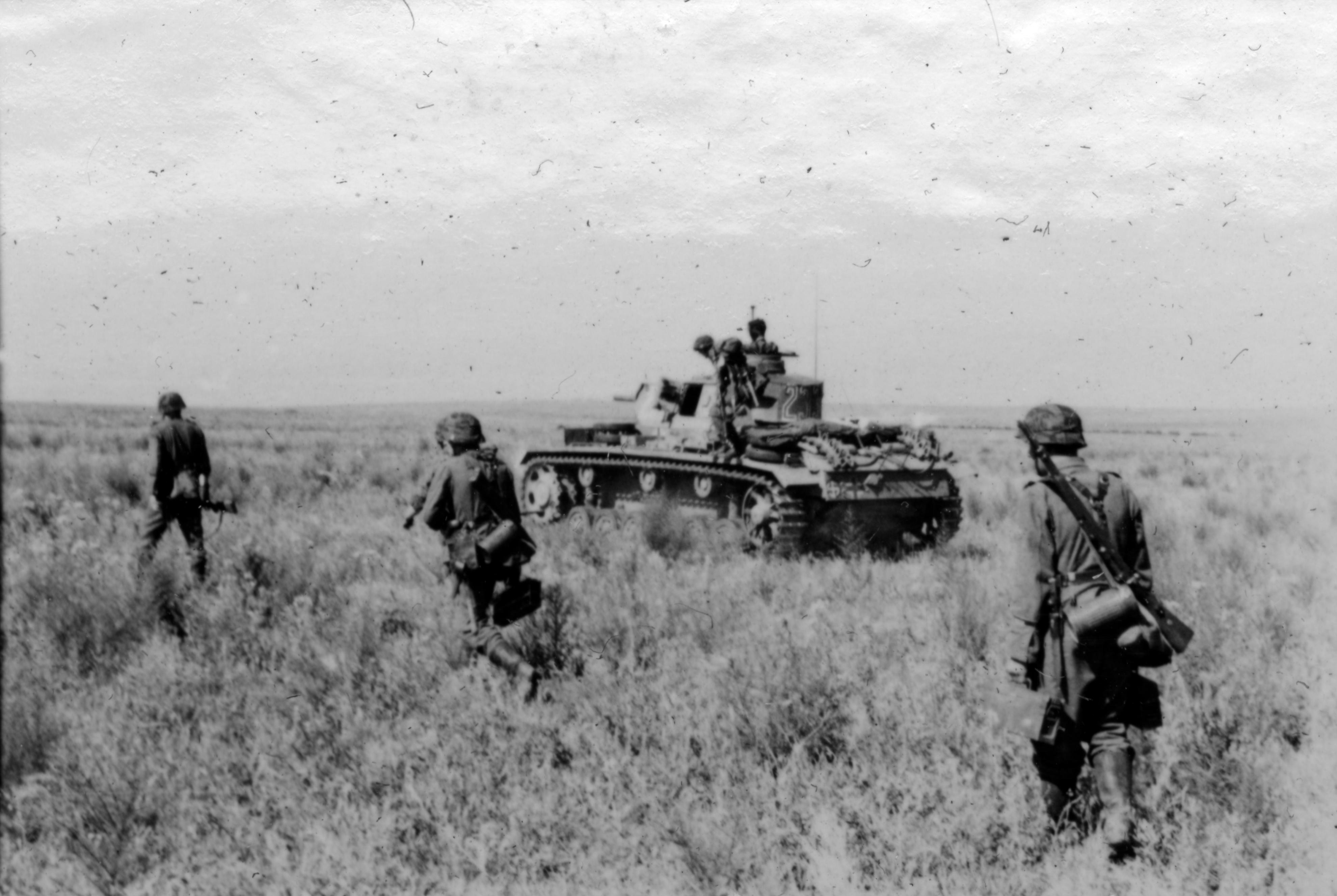
Німецький наступ, 1942 рік

19 січня 1943 року батальйон 537 стрілецького полку, 747 стрілецький полк 172-ї стрілецької дивізії та 115 танкова бригада увійшли до Білокуракиного, захопили 2 потяги, військові склади, інші трофеї. 20 січня 1943 року 388 стрілецький полк 172-ї стрілецької дивізії ще до світанку зайняв Приходьківку, але був вибитий німецькими частинами з Білолуцька на околиці Осинового Другого. 21 січня 1943 року полк зайняв Просвірню, Приходьківку. Батальйон 747 стрілецького полку зайняв Дем'янівку, інші сили дивізії закріпилися в районі Білокуракиного. Протягом дня противник двічі атакував частини дивізії з Павлівки, але усі контратаки були відбиті. 22 січня 1943 року 388 стрілецький полк 172-ї стрілецької дивізії продовжував закріплюватися на західній околиці Білокуракиного, частиною сил полк зайняв Стативчіне. Батальйон 747 стрілецького полку зайняв Шовкунівку, відбив 2 контратаки німців з Павлівки на північній околиці Білокуракиного. 537 стрілецький полк силами одного батальйону прикривав Макартетине з півночі, інші його сили дислокувались в районі Білокуракиного. 23 січня 1943 року частини 172 стрілецької дивізії вели розвідку в напрямку Маньківки. 388 стрілецький полк за підтримки танкової бригади 3 танкового корпусу зайняв Павловку, увечері відбив контратаку німців з Курячівки. 24 січня 1943 року 172 стрілецька дивізія зайняла Лаврівка, Кисилівку, Бунчуківку. 25 січня 1943 року дивізія вийшла на рубіж Плахо-Петрівка — Раївка — Маньківка. Втрати 172-ї стрілецької дивізії склали 315 чоловік загиблими.

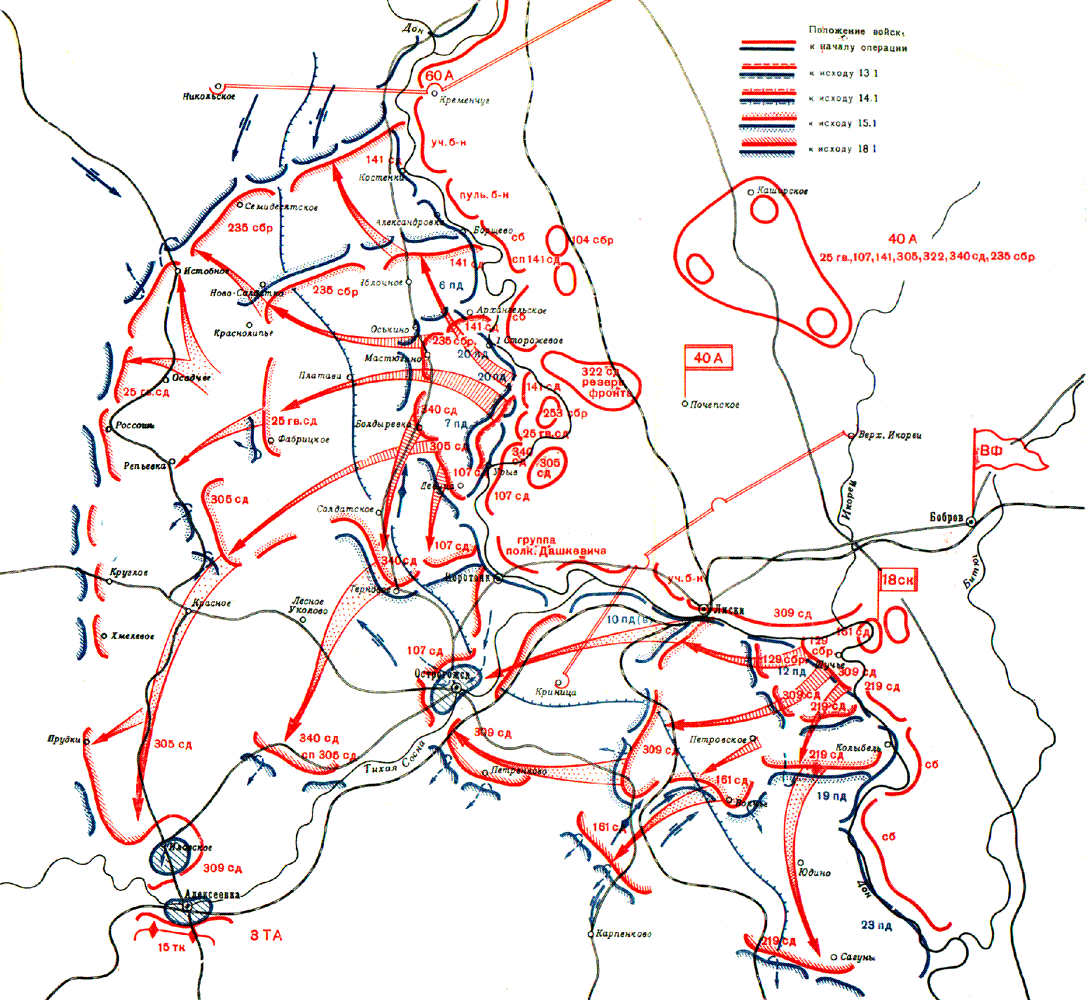
Карта-схема Острогозько-Розсошанської наступальної операції
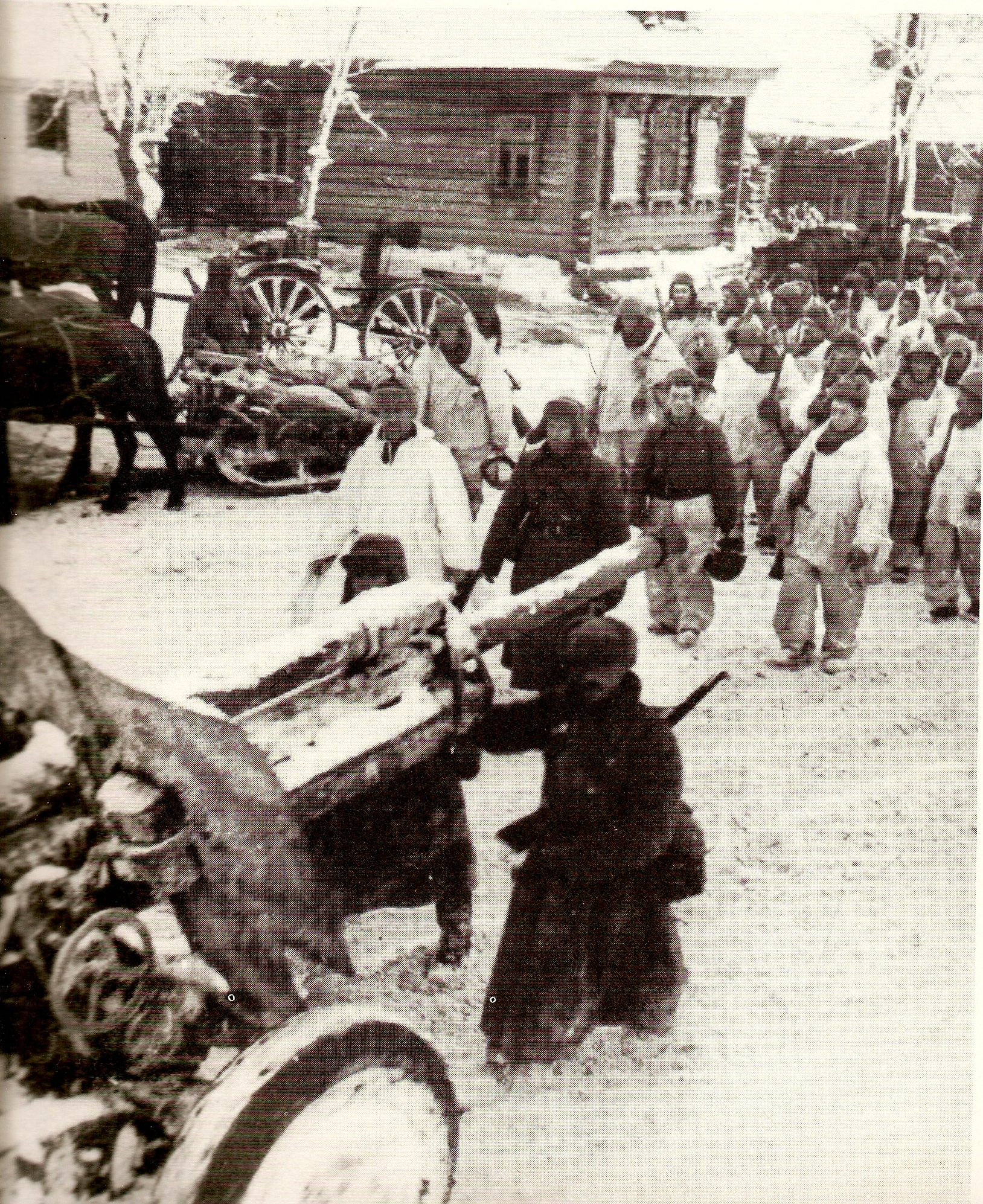
Радянський наступ, 1943 рік
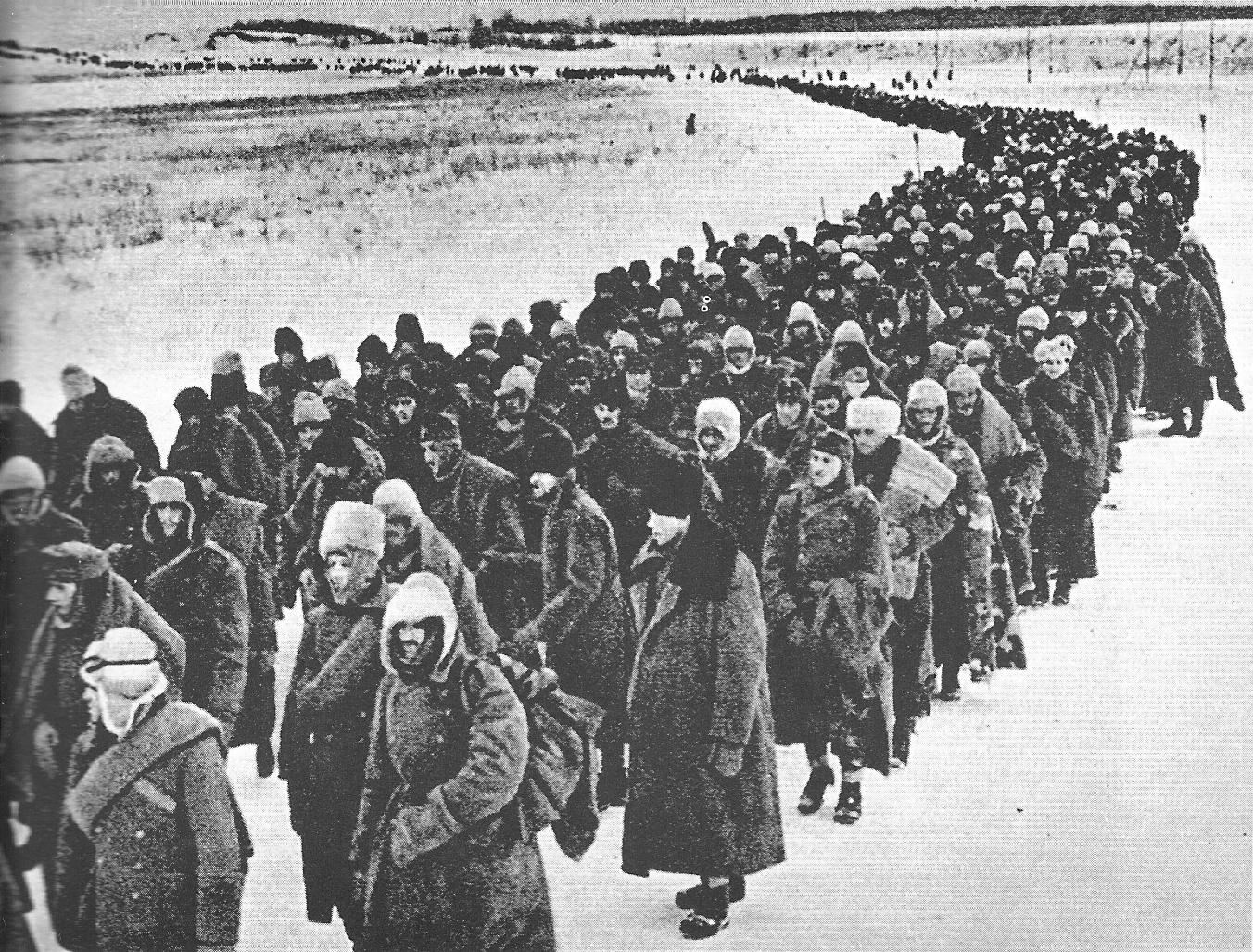
Колона полонених італійців і німців, 1943 рік
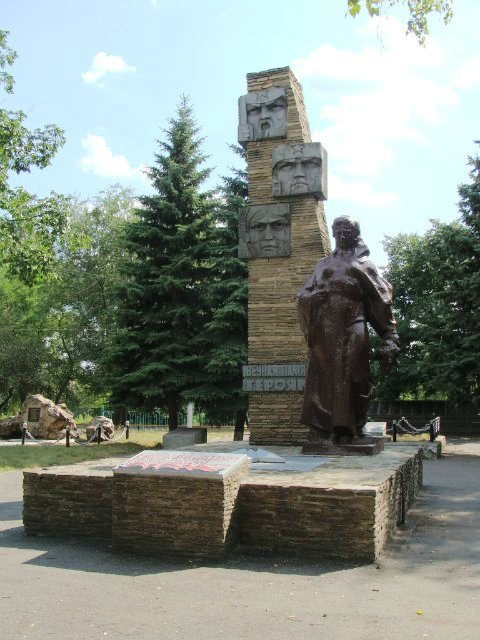
Пам'ятник Скорботна мати, Білокуракине, парк Тараса Шевченка

22 січня 1943 року 1176 стрілецький полк 350-ї стрілецької дивізії зайняв Лозне, Березівку і вийшов на східні околиці Лозно-Олександрівки. 23 січня 1943 року 350-та стрілецька дивізія зайняла Олександропіль, Новоандріївку, вела наступ у напрямку залізничної станції Солідарне. Батальйон 51-ї танкової бригади з ранку увірвалася на станцію Солідарне розгромив 2 ешелони з піхотою противника, підбив бронепоїзд, спалив гараж з автомашинами, розбив 2 паровоза. Батальйон втратив 2 танки згорілими та 5 підбитими. 18 німецьких танків відбили станцію, батальйон став відходити в район Перепечаево, на зворотньому шляху розгромив до батальйону мотопіхоти і до дивізіону артилерії противника на шляху до Лозно-Олександрівки і до 2 дивізіонів артилерії на шляху до Червоноармійського. Втрати 350-ї стрілецької дивізії склали 671 чоловік загиблими.
24 січня 1943 року 267 стрілецька дивізія вийшла в район умовної лінії Шапарівка — Олексіївка — Нещеретове. 25 січня 1943 року дивізія вийшла на рубіж Грицаївка — Струнівка — Гайдуківка.
До 26 січня 1943 року війська 6-ї армії завершили виконання завдання і вийшли на поставлені рубежі.

### Повоєнні часи
1954 року Білокуракиному надано статус селища міського типу. Діяв цегельний завод, птахо-інкубаторна станція, РТС, середня восьмирічна, 4 початкових школи, школа сільської молоді, будинок культури, бібліотека.